# Polska kontra Europa
Polska kontra Europa - drużynowe zawody siłaczy, rozgrywane w zespołach złożonych z zawodników reprezentujących Polskę oraz inne kraje europejskie.

## Polska kontra Europa 2006
Data: 23 lipca 2006 r.

Miejsce: Borne Sulinowo  Polska

WYNIKI ZAWODÓW:
| Miejsce | Drużyna | Zawodnicy                                                 | Punkty |
| ------- | ------- | --------------------------------------------------------- | ------ |
| 1.      | Polska  | Jarosław Dymek, Sławomir Toczek, Sebastian Wenta          | 12     |
| 2.      | Europa  | Ralf Ber Austria, Tarmo Mitt Estonia, Raivis Vidzis Łotwa | 6      |

## Polska kontra Europa 2008
Data: 19 lipca 2008 r.

Miejsce: Cieszanów  Polska

WYNIKI ZAWODÓW:
| Miejsce | Drużyna | Zawodnicy                                                                                           | Punkty |
| ------- | ------- | --------------------------------------------------------------------------------------------------- | ------ |
| 1.      | Polska  | Bartłomiej Bąk, Mariusz Pudzianowski, Witold Wolnowski, Tomasz Żocholl                              | 136    |
| 2.      | Europa  | Rolands Gulbis Łotwa, Elbrus Nigmatullin Rosja, Laurence Shahlaei Anglia, Stojan Todorczew Bułgaria | 116    |